# Малынь (река)
Малынь — река в России, протекает в Тульской области. Левый приток Плавы.

## География
Река Малынь берёт начало в урочище Борец. Течёт в северо-восточном направлении по открытой местности. Устье реки находится у деревни Малынь в 13 км по левому берегу реки Плавы. Длина реки составляет 28 км. 

## Данные водного реестра
По данным государственного водного реестра России относится к Окскому бассейновому округу, водохозяйственный участок реки — Упа от истока и до устья, речной подбассейн реки — Бассейны притоков Оки до впадения Мокши. Речной бассейн реки — Ока.
По данным геоинформационной системы водохозяйственного районирования территории РФ, подготовленной Федеральным агентством водных ресурсов:
- Код водного объекта в государственном водном реестре — 09010100312110000019403
- Код по гидрологической изученности (ГИ) — 110001940
- Код бассейна — 09.01.01.003
- Номер тома по ГИ — 10
- Выпуск по ГИ — 0